# NGC 3447
NGC 3447 is een balkspiraalstelsel in het sterrenbeeld Leeuw. Het hemelobject werd op 18 maart 1836 ontdekt door de Britse astronoom John Herschel.

## Synoniemen
- UGC 6006
- IRAS 10507+1702
- MCG 3-28-27
- VV 252
- ZWG 95.58
- KCPG 255A
- PGC 32694